# Бадахоський собор
Бада́хоський собор (ісп. Catedral de Badajoz), або Кафедра́льний собо́р свято́го Іва́на Хрести́теля (ісп. Catedral de San Juan Bautista) — католицький храм в Іспанії, в Бадахосі. Головний собор міста й Меридо-Бадаходоської архідіоцезії. Катедра єпископів Бадахоських, спів-катедра архієпископів Меридських і Бадахоських. Патрон — святий Іван Хреститель. Після відвоювання Бадахоса у маврів леонським королем Альфонсо IX в 1230 році розташовувався у Бадахоській замковій мечеті. З середини ХІІ століття перемістився до нової будівлі, спорудженої на місці давньої готської церкви в Кампо-де-Сан-Хуані, за межами замку. Освячений 1270 року. Споруджувався у вигляді прямокутної фортеці з 14-метровою баштою-дзвіницею. Остаточно завершений у XV столітті. Поєднує різні стилі: готичний, ренесансний, бароковий, а також португальський мануельський. Неодноразово ремонтувався і перебудовувався з XVI століття. Національна історична пам'ятка Іспанії (1931). Отримав статус митрополичого собору від папи Івана Павла ІІ (1994). Також — Це́рква свято́го Іва́на Хрести́теля (ісп. Iglesia de San Juan Bautista).

## Історія
17 травня 1383 року в Бадахоському соборі вінчалися кастильський король Хуан І й португальська інфанта Беатриса.